# Donjeux (Haute-Marne)
Pour les articles homonymes, voir Donjeux.
Donjeux est une commune française située dans le département de la Haute-Marne, en région Grand Est.

## Géographie

### Hydrographie
La commune est dans la région hydrographique « la Seine de sa source au confluent de l'Oise (exclu) » au sein du bassin Seine-Normandie. Elle est drainée par le canal de la Marne a la Saone, la Marne, le Rognon, divers bras de la Marne, divers bras le Rognon, le cours d'eau 01 de la Fourtelle, la Marne, le Rognon et divers autres petits cours d'eau,.
Le canal de la Marne à la Saône est un canal à bief de partage au gabarit Freycinet, d'une longueur de 160 km reliant les vallées de la Marne et de la Saône, géré par les Voies navigables de France.
La Marne  prend sa source sur le plateau de Langres, dans la commune de Saints-Geosmes (Haute-Marne) et se jette dans la Seine entre Charenton-le-Pont et Alfortville (Val-de-Marne) dans le quartier de Conflans-l'Archevêque.
Le Rognon, d'une longueur de 73 km, prend sa source dans la commune de Is-en-Bassigny et se jette  dans le canal de la Marne à la Saône à Mussey-sur-Marne, après avoir traversé 17 communes. Les caractéristiques hydrologiques du Rognon sont données par la station hydrologique située sur la commune. Le débit moyen mensuel est de 9,35 m3/s. Le débit moyen journalier maximum est de 134 m3/s, atteint lors de la crue du 10 avril 1983. Le débit instantané maximal est quant à lui de 147 m3/s, atteint le 30 décembre 2001.

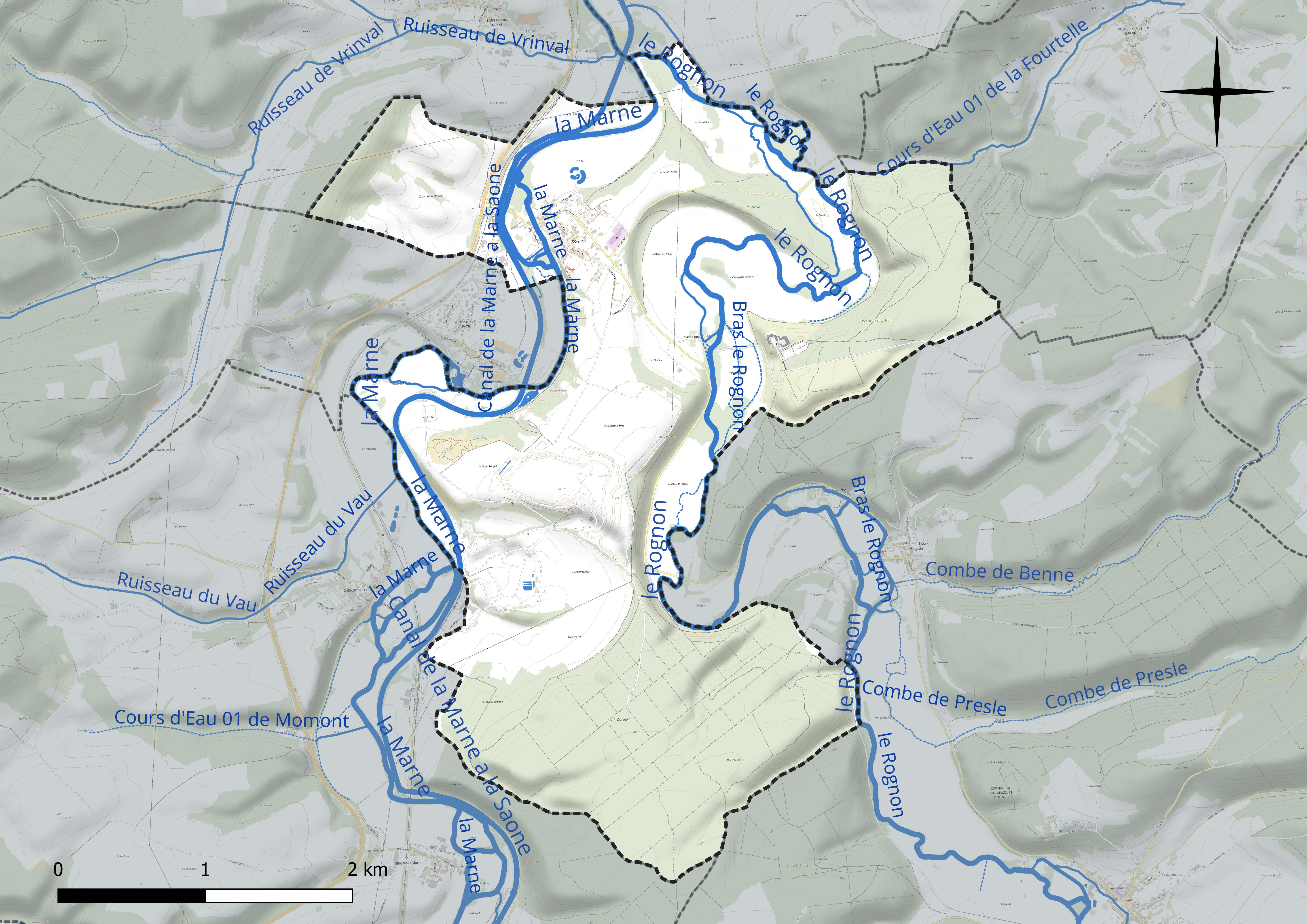
Réseau hydrographique de Donjeux.

### Climat
Pour des articles plus généraux, voir Climat du Grand Est et Climat de la Haute-Marne.
En 2010, le climat de la commune est de type climat de montagne, selon une étude du Centre national de la recherche scientifique s'appuyant sur une série de données couvrant la période 1971-2000. En 2020, Météo-France publie une typologie des climats de la France métropolitaine dans laquelle la commune est exposée à un climat océanique altéré et est dans la région climatique Lorraine, plateau de Langres, Morvan, caractérisée par un hiver rude (1,5 °C), des vents modérés et des brouillards fréquents en automne et hiver.
Pour la période 1971-2000, la température annuelle moyenne est de 10,3 °C, avec une amplitude thermique annuelle de 16,2 °C. Le cumul annuel moyen de précipitations est de 902 mm, avec 13,1 jours de précipitations en janvier et 9,4 jours en juillet. Pour la période 1991-2020, la température moyenne annuelle observée sur la station météorologique de Météo-France la plus proche, « Blécourt », sur la commune de Blécourt à 6 km à vol d'oiseau, est de 10,8 °C et le cumul annuel moyen de précipitations est de 879,6 mm. 
La température maximale relevée sur cette station est de 40,2 °C, atteinte le 25 juillet 2019 ; la température minimale est de −18 °C, atteinte le 20 décembre 2009,,.
Les paramètres climatiques de la commune ont été estimés pour le milieu du siècle (2041-2070) selon différents scénarios d'émission de gaz à effet de serre à partir des nouvelles projections climatiques de référence DRIAS-2020. Ils sont consultables sur un site dédié publié par Météo-France en novembre 2022.

## Urbanisme

### Typologie
Au 1er janvier 2024, Donjeux est catégorisée commune rurale à habitat dispersé, selon la nouvelle grille communale de densité à sept niveaux définie par l'Insee en 2022.
Elle est située hors unité urbaine. Par ailleurs la commune fait partie de l'aire d'attraction de Joinville, dont elle est une commune de la couronne,. Cette aire, qui regroupe 31 communes, est catégorisée dans les aires de moins de 50 000 habitants,.

### Occupation des sols
L'occupation des sols de la commune, telle qu'elle ressort de la base de données européenne d’occupation biophysique des sols Corine Land Cover (CLC), est marquée par l'importance des forêts et milieux semi-naturels (46 % en 2018), une proportion identique à celle de 1990 (46 %). La répartition détaillée en 2018 est la suivante : 
forêts (46 %), terres arables (24 %), prairies (19,7 %), mines, décharges et chantiers (7,9 %), zones urbanisées (2,4 %). L'évolution de l’occupation des sols de la commune et de ses infrastructures peut être observée sur les différentes représentations cartographiques du territoire : la carte de Cassini (XVIIIe siècle), la carte d'état-major (1820-1866) et les cartes ou photos aériennes de l'IGN pour la période actuelle (1950 à aujourd'hui).

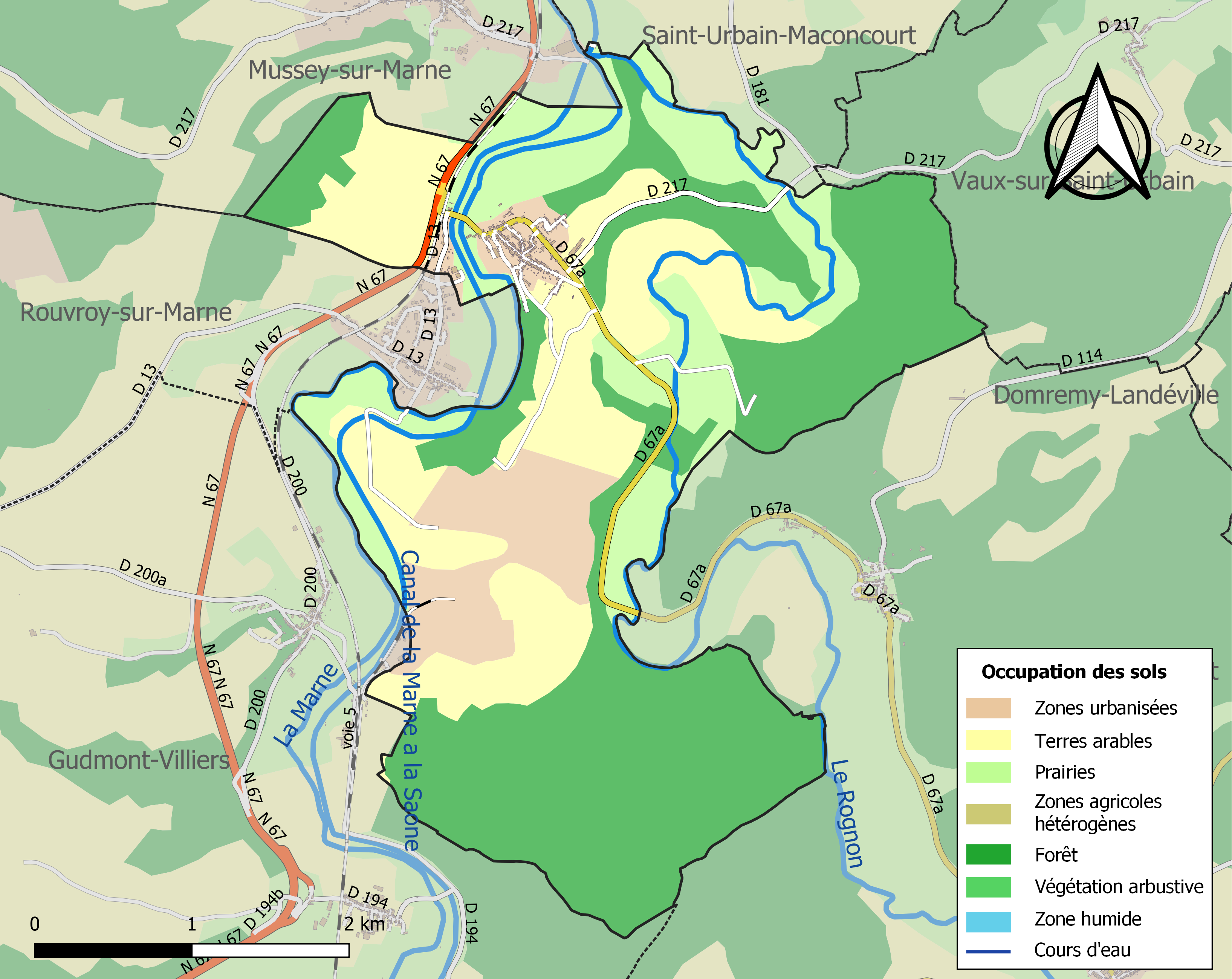
Carte des infrastructures et de l'occupation des sols de la commune en 2018 (CLC).

## Toponymie
Le nom de la localité est attesté sous les formes Domnus Georgius (1140) ; Donjuex (1189) ; Dongiaux (1274-1275) ; Dongieux, Dongex (1284) ; Dongues (1294) ; Dongeux (1296) ; Donjeus (1326) ; Donjeulx (1423) ; Dongieulx (1438) ; Dongiex (1448) ; Denjeux (1485) ; Domjeux (1498) ; Donjeux (1780).

Donjeux est un hagiotoponyme caché, issu du bas latin domnus et le nom  du saint  Georgius, Jorius, qui fait référence à Grégoire de Langres.

## Histoire

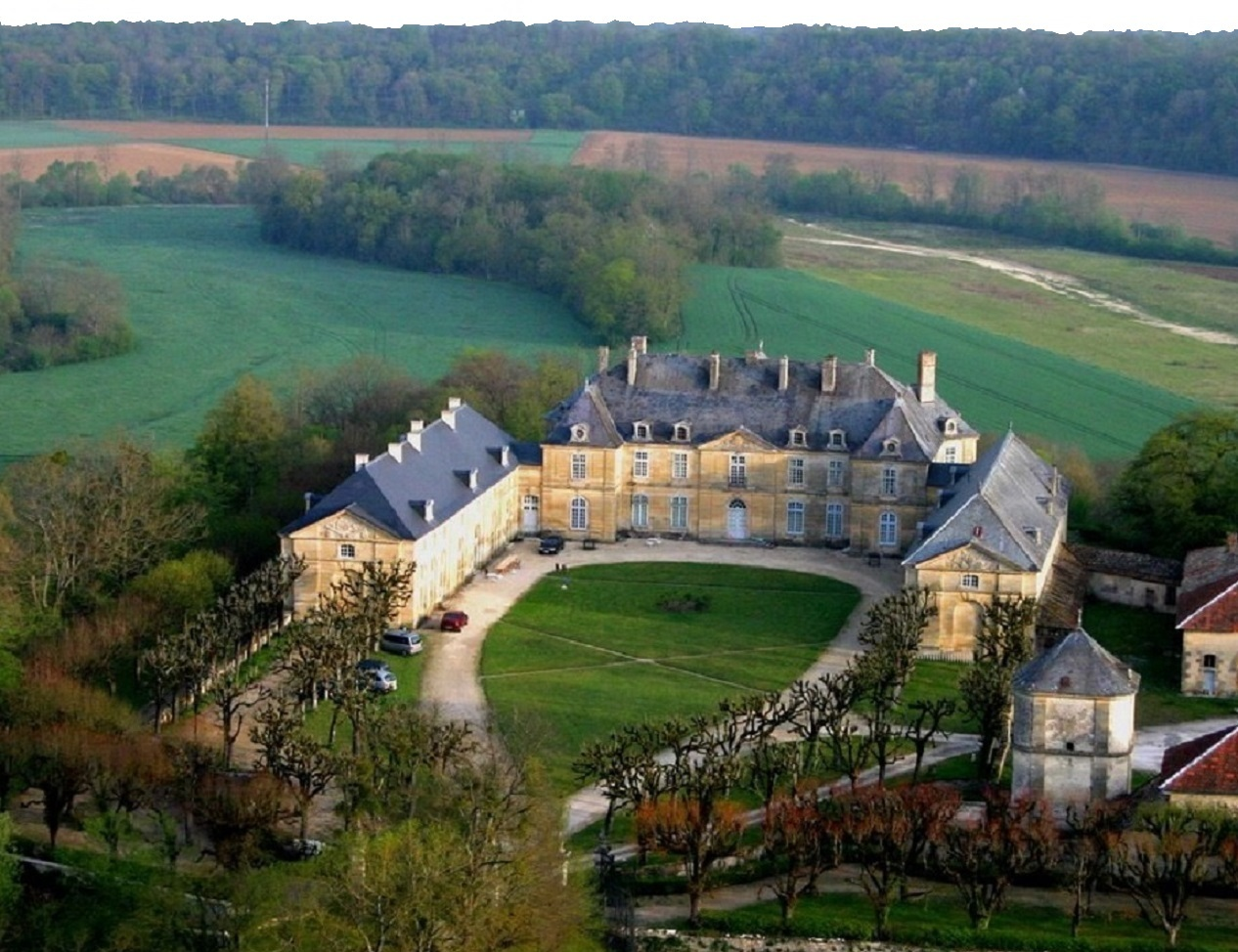
le Château de Donjeux

La partie dextre du blason de Donjeux reprend les armes de Charles-Jean-Henri de Gestas, marquis de Lespéroux, qui fit construire l'actuel château. La construction s'étend de 1749-1755 : « Charles-Jean-Henri choisit près de Donjeux, pour y élever un nouveau château, un site agreste dominant la vallée du Rognon, non loin de son confluent avec la Marne, et occupé par les ruines d'un ancien manoir bâti par les Joinville, qui tenaient le fief de la maison de Lorraine. A côté se trouvait la ferme Saint-Louis de Boucheraumont, construction misérable qui gardait le souvenir d'un ordre religieux disparu. C'étaient, en effet, les ruines modestes de la maison mère de l'ordre religieux de Boucheraumont, ou des frères de la Pénitence de Saint-François, fondé en 1299 par Guy de Joinville, et dont la maison mère s'élevait en cet endroit ».
« Charles-Jean-Henri avait épousé sa cousine germaine, Marie-Marguerite de Wignacourt, dont les armes apparaissent en partie senestre du blason. Elle était fille unique de Conrad-Robert de Wignacourt, comte de Morimont et de Marie de Choisy, dame de Thiéblemont. Cette union réunissait sur la tête de Charles-Jean-Henri les biens considérables de deux branches de la famille de Choisy : les terres de Donjeux, Domremy, Sancourt, Doulaincourt, Boucheraumont ».
David-Georges-Thomas-Charles de Gestas se défait du domaine en octobre 1810. « Il y avait deux amateurs : Jean-Baptiste Raulot, maire de Wassy, et un de ses cousins, M. de Chanlair, dont un descendant habite encore aujourd'hui Wassy. Ce fut au premier que par contrat du 18 octobre 1810, en l'étude de maître Jean Hanin, notaire à Joinville, le domaine de Donjeux fut vendu moyennant 398 000 francs. L'acquéreur était un avocat distingué qui, à ses fonctions municipales, joignait celles de lieutenant des chasses du duc d'Orléans. L'acte de vente du château de Donjeux est un document intéressant à plus d'un titre : il décrit avec précision le château et le domaine avec ses dépendances agricoles et industrielles, fixant ainsi son état, après la Révolution. D'autre part, il contient des clauses de prix intéressantes, montrant le vendeur, dont la fortune était très obérée, soucieux d'assurer à ses trois enfants une modeste rente. Enfin, il permet de réfuter l'opinion de Jolibois qui, dans l'un de ses ouvrages, semble avancer que M. Raulot a acquis Donjeux pour une bouchée de pain ».
Le château appartient encore aujourd'hui aux descendants de l'acquéreur.

## Politique et administration

### Liste des maires
| Période                                  | Période  | Identité       | Étiquette | Qualité |
| ---------------------------------------- | -------- | -------------- | --------- | ------- |
| Les données manquantes sont à compléter. |          |                |           |         |
| mars 2001                                | En cours | Yves Chauvelot |           |         |

## Population et société

### Démographie
L'évolution du nombre d'habitants est connue à travers les recensements de la population effectués dans la commune depuis 1793. Pour les communes de moins de 10 000 habitants, une enquête de recensement portant sur toute la population est réalisée tous les cinq ans, les populations de référence des années intermédiaires étant quant à elles estimées par interpolation ou extrapolation. Pour la commune, le premier recensement exhaustif entrant dans le cadre du nouveau dispositif a été réalisé en 2007.

En 2022, la commune comptait 381 habitants, en évolution de −0,52 % par rapport à 2016 (Haute-Marne : −4,62 %, France hors Mayotte : +2,11 %).
| 1793 | 1800 | 1806 | 1821 | 1831 | 1836 | 1841 | 1846 | 1851 |
| ---- | ---- | ---- | ---- | ---- | ---- | ---- | ---- | ---- |
| 322  | 361  | 361  | 356  | 418  | 440  | 448  | 481  | 481  |

| 1856 | 1861 | 1866 | 1872 | 1876 | 1881 | 1886 | 1891 | 1896 |
| ---- | ---- | ---- | ---- | ---- | ---- | ---- | ---- | ---- |
| 671  | 647  | 619  | 622  | 638  | 531  | 631  | 508  | 584  |

| 1901 | 1906 | 1911 | 1921 | 1926 | 1931 | 1936 | 1946 | 1954 |
| ---- | ---- | ---- | ---- | ---- | ---- | ---- | ---- | ---- |
| 573  | 597  | 545  | 478  | 424  | 392  | 419  | 345  | 424  |

| 1962 | 1968 | 1975 | 1982 | 1990 | 1999 | 2006 | 2007 | 2012 |
| ---- | ---- | ---- | ---- | ---- | ---- | ---- | ---- | ---- |
| 460  | 438  | 449  | 483  | 452  | 405  | 403  | 401  | 359  |

| 2017 | 2022 | - | - | - | - | - | - | - |
| ---- | ---- | - | - | - | - | - | - | - |
| 386  | 381  | - | - | - | - | - | - | - |

## Culture locale et patrimoine

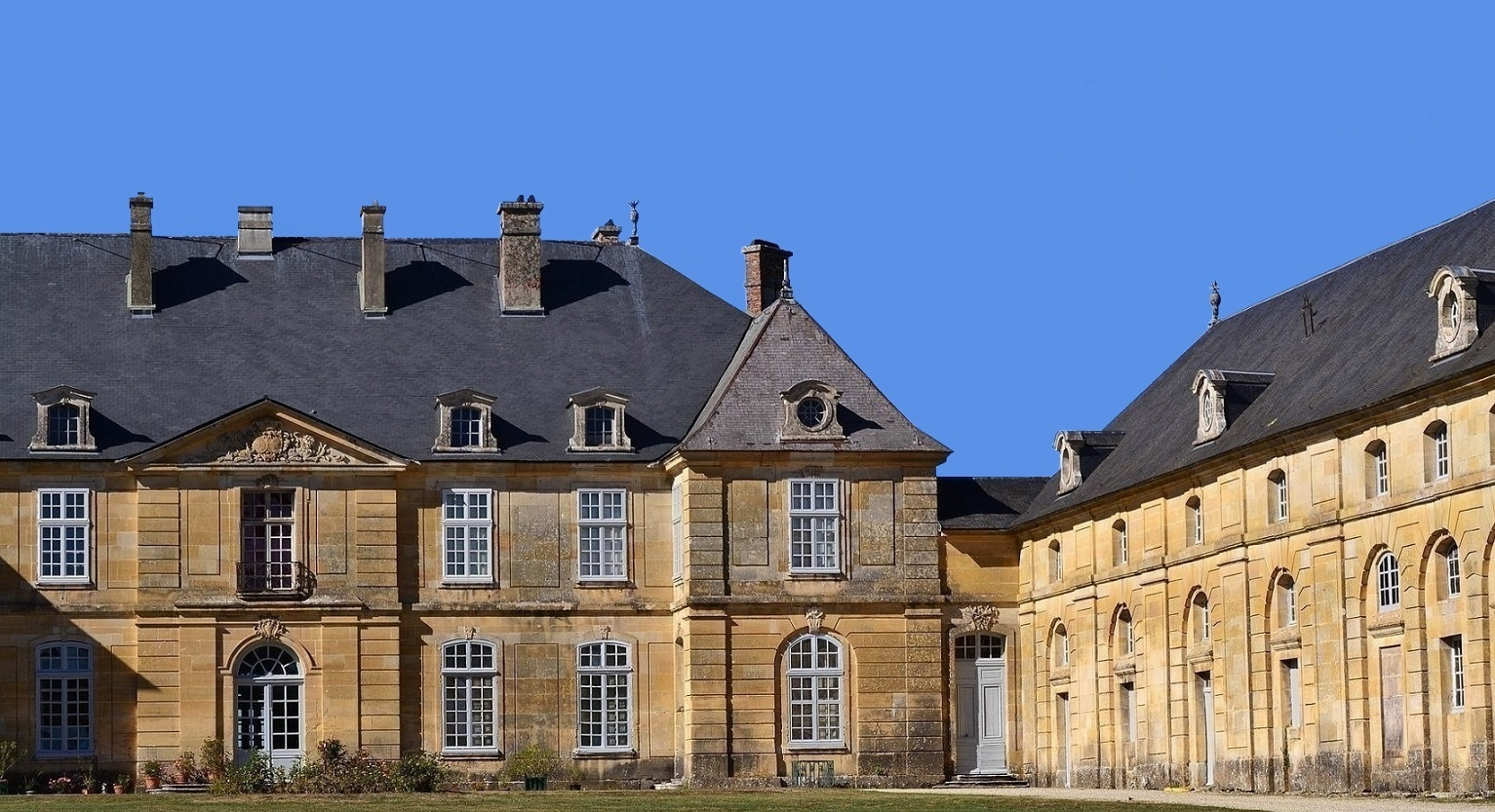
Le château

### Lieux et monuments
- Château de Donjeux.

### Héraldique
| Armes de Donjeux | Les armes de Donjeux se blasonnent ainsi : Parti : au premier d'azur semé de fleurs de lys d'or à la tour d'argent ouverte et ajourée du champ, maçonnée de sable, brochant sur le tout, au second d'argent aux trois fleurs de lys au pied nourri de gueules. |